# حارة سواحل (زنجبار)
سواحل هي إحدى حارات حي عبد الباري بمدينة زنجبار التابعة لمحافظة أبين، بلغ تعداد سكانها 3925 نسمة حسب تعداد اليمن لعام 2004.